# César Augusto da Silva Lemos
César Augusto da Silva Lemos, beter bekend als César Maluco (Niterói, 17 mei 1945) is een voormalig Braziliaanse voetballer. Hij is de broer van voetballers Caio Cambalhota en Luisinho. 

## Biografie
César begon zijn carrière bij Flamengo, en beleefde zijn topperiode bij Palmeiras van 1967 tot 1974. Hij scoorde hier 180 doelpunten en won met de club vijf landstitels. In 1967 werd hij samen met Ademar Pantera topschutter van het Torneio Roberto Gomes Pedrosa. 
Hij speelde ook enkele wedstrijden voor het nationale elftal en zat in de selectie voor het WK 1974, waar Brazilië vierde werd. 